# Polystomammininae
Polystomammininae es una subfamilia de foraminíferos bentónicos de la familia Trochamminidae, de la superfamilia Trochamminoidea, del suborden Trochamminina, y del orden Trochamminida. Su rango cronoestratigráfico abarca el Holoceno.

## Discusión
Clasificaciones previas incluían Polystomammininae en el suborden Textulariina del orden Textulariida. Otras clasificaciones lo han incluido en el orden Lituolida.

## Clasificación
Polystomammininae incluye a los siguientes géneros:
- Balticammina
- Deuterammina
- Lepidodeuterammina
- Polystomammina

Otros géneros considerados en Polystomammininae son:
- Arcoparrella, aceptado como Polystomammina
- Centrodeuterammina, considerado subgénero de Deuterammina, Deuterammina (Centrodeuterammina)